# Fumane
Fumane là một đô thị ở tỉnh Verona trong vùng Veneto của Ý, có cự ly khoảng 110 km về phía tây của Venice và khoảng 15 km về phía tây bắc của Verona. Tại thời điểm ngày 31 tháng 12 năm 2004, đô thị này có dân số 3.908 người và diện tích là 34,3 km².
Đô thị Fumane có các frazioni (các đơn vị trực thuộc, chủ yếu là các làng) Mazzurega, Cavalo, Molina, và Breonio.
Fumane giáp các đô thị: Dolcè, Marano di Valpolicella, San Pietro in Cariano, Sant'Ambrogio di Valpolicella, và Sant'Anna d'Alfaedo.